# Большая страна
«Большая страна» (англ. The Big Country) — эпический трёхчасовой вестерн режиссёра Уильяма Уайлера, выпущенный в 1958 году. Экранизация одноимённого романа Дональда Гамильтона. Премия «Оскар» за актёрскую работу Бёрла Айвза (тиранический патриарх клана Хеннесси), номинация за музыку Джерома Моросса.

## Сюжет
Бывший моряк Джеймс Маккей приезжает в один из городков Дикого Запада. Здесь его встречает невеста Патриция, дочь известного в тех краях землевладельца майора Генри Террилла. После знакомства с её подругой, местной учительницей Джули Марагон, влюблённые отправляются на ранчо, но по пути на них нападает компания пьяных парней во главе с Баком, сыном Руфуса Хеннесси, являющегося ярым и непримиримым врагом отца Патриции. Несмотря на приставания и издевательства, жених держит себя в руках и позволяет молодым людям уйти, так ничем и не ответив, чем удивляет невесту.
Уже утром, на ранчо, главный погонщик Стив Лич предлагает Маккею проехаться верхом на Громобое, неукротимом жеребце, что является своего рода традицией для новичков, но тот отказывается. Далее он знакомится с майором и дарит ему в знак уважения дуэльные пистолеты отца. За завтраком Маккей узнаёт, что майор люто ненавидит семью Хеннесси и собирает своих людей, чтобы отомстить Баку за приставания к своей дочери и будущему зятю. Несмотря на все попытки жениха остановить конфликт, Террилл уезжает и с людьми совершает набег на ранчо Хеннесси. Не застав ни хозяина, ни его сына, они уезжают в город, где ловят и наказывают всех парней из компании Бака, кроме его самого. В это же время Маккей в отсутствие свидетелей при помощи мексиканца Рамона после нескольких неудачных попыток объезжает Громобоя.
Вечером на ранчо Терриллов проводится званый вечер, в разгар которого появляется Хеннесси-старший с ружьём и обвиняет майора в бесчестном поведении. На утро Маккей в тайне ото всех уезжает с компасом и картой, чтобы найти ранчо Джули Марагон, которое, как стало известно на вечере, и является камнем преткновения между семьями: по его территории протекает единственная в тех краях река, и во время засухи обеим сторонам нужен доступ к воде, ибо в обратном случае их скот падёт. Уговорив Джулию продать ранчо, Маккей надеется сделать подарок любимой и остановить конфликт, предоставив постоянный доступ к воде всем желающим. После встречи с людьми майора, которые были отправлены на его поиски, Маккей в присутствии Патриции отказывается драться со Стивом Личем, который прилюдно обозвал его лгуном. Это приводит к ссоре и отъезду бывшего жениха в город. На следующее утро от Джули Патриция узнаёт о покупке ранчо и прибывает в город, чтобы помириться с женихом, но не желая терпеть то, что и семья Хеннесси будет иметь доступ к воде, уезжает.
Желая завлечь майора, Руфус Хеннесси бёрёт Джули Марагон в заложницы. И майор с людьми, и Маккей выезжают на помощь. Маккей уговаривает Генри Террилла дать ему шанс миром закончить дело, ведь в каньоне, ведущем к ранчо Хеннесси, для майора приготовлена настоящая западня. Пообещав доступ к воде, Маккей вынужденно вступает в стычку с Баком Хеннесси, которая оканчивается дуэлью. Бак стреляет раньше времени, но промахивается, и Маккей сохраняет ему жизнь. Однако парень, не желая проигрывать, выхватывает пистолет у близстоящего и оказывается убит своим отцом. Затем последний вместе с Джеймсом отправляется в каньон, где не пожелавший сидеть на месте и попавший в засаду Генри Террилл отстреливается со своими людьми. Конфликт заканчивается взаимной перестрелкой глав двух семейств и смертью их обоих. Маккей вместе с Джули и Рамоном покидает каньон.

## В ролях
| Актёр           | Роль                             |
| --------------- | -------------------------------- |
| Грегори Пек     | Джеймс Маккей                    |
| Джин Симмонс    | Джули Марагон                    |
| Кэрролл Бейкер  | Патриция Террилл                 |
| Чак Коннорс     | Бак Хеннесси                     |
| Бёрл Айвз       | Руфус Хеннесси                   |
| Чарлтон Хестон  | Стив Лич                         |
| Чарльз Бикфорд  | майор Генри Террилл              |
| Бёрт Мастин     | старик (в титрах не указан)      |
| Альфонсо Бедойя | Рамон Гутьеррес (последняя роль) |

## Награды и номинации
| Год  | Премия                        | Категория                                        | Имя           | Результат |
| ---- | ----------------------------- | ------------------------------------------------ | ------------- | --------- |
| 1959 | Оскар                         | Лучшая музыка к фильму                           | Джером Моросс | Номинация |
| 1959 | Оскар                         | Лучшая мужская роль второго плана                | Бёрл Айвз     | Победа    |
| 1960 | BAFTA                         | Лучший фильм                                     | Уильям Уайлер | Номинация |
| 1959 | Премия Гильдии режиссёров США | За лучшее режиссёрское достижение в игровом кино | Уильям Уайлер | Номинация |
| 1958 | Золотой глобус                | Лучший актёр второго плана                       |               | Победа    |
| 1959 | Премия «Кинэма Дзюмпо»        | Лучший фильм на иностранном языке                | Уильям Уайлер | Победа    |

1. 1 2 3 4 5 6 7 8 9 10 11 12 13 14 15 16 17 18 19 20  Internet Movie Database (англ.) — 1990.